# Ledley King
Ledley King (født 12. oktober 1980 i London) er en engelsk tidligere fodboldspiller, der i hele sin karriere spillede for Tottenham Hotspur F.C. og England. King, der primært var midtforsvarer, spillede i alt 268 kampe for Tottenham og scorede 10 mål, mens han på landsholdet scorede 2 mål i 21 landskampe. Han fik debut på det engelske fodboldlandshold mod Italien den 27. marts 2002. Han stoppede sin aktive karriere i sommeren 2012 efter alvorlige skadesproblemer.
King var i mange år anfører i Tottenham og spillede i sæsonen 2004/05 samtlige kampe i den engelske Premier League.
Efter han i 2012 stoppede som spiller, meddelte Tottenham, at de havde ansat King som klubbens ambassadør.